# 忏悔录 (卢梭)
《忏悔录》（法語：Les Confessions）是法国哲学家、文学家—卢梭于1782年死後出版的自传，是文学史上最早最有影响的自我暴露作品之一，书中毫不掩饰个人的丑行，对后世影响深远。
盧梭自身將《忏悔录》分為兩部分；第一部分由序言、第一章至第六章組成，写于1765年至1767年，涵盖1712至1740年的盧梭個人經歷。其中包括盧梭的出生、童年、青年期至盧梭28嵗時從日内瓦搬到法國巴黎；而第二部分則是第七章至第十二章，写于1769年至1770年，涵蓋盧梭回憶自1741年至1765年间，在法國文壇的經歷，記述了當年《论人类不平等的起源与基础》出版時深受評論贊美的喜悅，也有《愛彌兒》出版時受抨擊的低潮。《忏悔录》是一部在残酷迫害下写成的自传。全书分为两部，共12章，通过卢梭自己的坎坷一生以反映社会对人的残害和压迫。在作品中，卢梭讲述自己“本性善良”，古代的哲人們授予他崇高思想，但是社会环境的恶浊、人与人关系的不平等，均使“污染”了他。
該書是自盧梭死後才出版，成爲其遺作之一。在1782年出版第一部分（即第一章至第六章）1789 年出版了第二部分。然而盧梭在生前的一些公共場合也曾朗朗讀過其《懺悔錄》的一些摘錄選段。
本書的書名可能是参照基督教神學家圣奥古斯丁于公元四世紀出版的自傳。有鑒於此，盧梭著作該書雖事實上“未明確蘊含宗教意味”，卻賦予了强烈的象徵；即懺悔。他懺悔自己的罪過，結合自己的誠摯、罪與悔、謙遜及内省，勾勒出一部屬於他自己的心靈肖像，并在實質上將個人視作是生活的受難者。盧梭所著《懺悔錄》影響了後世自傳題材的寫作，成爲法國文學史上的里程碑。

## 自述
現在，我將做一件史無前例，後無來者的艰巨工作。我要把一個人的真面目，絲毫不加隱藏地揭露在世人面前。而這個人，便是我自己。
只有我深知自己的内心，也瞭解別人。我自出生以來，便與我見過的任何人都不同；以至於我敢自信，哪怕全世界也不會有另一個如我一般的人。我雖不比任何人良善，但至少有別於他們。自然，塑造了這樣的自己，然後將這個模板打的粉碎——打碎了模板究竟如何，只有讀了這本書后，才能評斷。

任凭最后审判的号角何时响起，我都将带着这本书来，在至高無上的審判者面前。我會對他大聲説道："请看！这就是我所做过的，这就是我所想过的，我当时就是那样的人。不论善和恶，我都同样坦率地写了出来。我既没有隐瞒丝毫坏事，也没有增添任何好事；假如在某些地方作了一些无关紧要的修饰，那也只是用来填补我记性不好而留下的空白。其中可能把自己以为是真的东西当真的说了，但决没有把明知是假的硬说成真的。当时我是什么样的人，我就写成什么样的人：当时我是卑鄙龌龊的，就写我的卑鄙龌龊；当时我是善良忠厚、道德高尚的，就写我的善良忠厚和道德高尚。万能的上帝啊！我的内心完全暴露出来了，和你亲自看到的完全一样，请你把那无数的众生叫到我跟前来！让他们听听我的忏悔，让他们为我的种种堕落而叹息，让他们为我的种种恶行而羞愧。然后，让他们每一个人在您的宝座前面，同样真诚地披露自己的心灵，看看有谁敢于对您说。‘我比这个人好！——讓·雅克·盧梭，《懺悔錄序言》
出生於二十世紀的法国小说家、诗人、散文家、评论家洛朗·努涅斯在其2017年出版的《首語之謎》中对此序言进行逐字分析。
盧梭手寫了對他而言的真誠；他從不否定自己的惡與善，而是將自己置於神的審視之下，這點，從其使用聖奧古斯丁《懺悔錄》，這名基督教聖人自傳作爲書名可知曉。他顯然乞灵于人性，宣稱即使自己最終記不清個人的人性究竟爲何，那也是一種人類的權力；此推論出自於序言中段的“假如在某些地方作了一些无关紧要的修饰，那也只是用来填补我记性不好而留下的空白”；努涅斯推測，盧梭在這之所以用“修飾”這個詞，代表他不只是爲懺悔自己的罪行而創作該書，爲將以往塵封的記憶重新置於他所認定的“審美”之上，更是為創作一部特別的文學作品：因此，盧梭的“懺悔”有別於真正宗教意義上的“懺悔”，他并不感到任何悔恨，而是將自身置於一種永恆的論辯之境。基督徒一般期盼著上帝的審判，但在這部作品中，盧梭卻更像是自己審視自己，而這種“審判”是沒有以上對下的關係。正如那句“任憑最後審判的號角如何響起，我都將帶著這本書來，在至高無上的審判者面前展示自己”就體現了盧梭非凡的自傲態度，并不將神視作是懺悔的對象。